# Ям-Григіно
Ям-Григіно (рос. Ям-Григино) — присілок в Бологовському районі Тверської області Російської Федерації.
Населення становить 24 особи. Входить до складу муніципального утворення Куженкинське сільське поселення.

## Історія
Від 2005 року входить до складу муніципального утворення Куженкинське сільське поселення.

## Населення
| 2010 |
| ---- |
| 24   |